# Staatsstraße 283
Die Staatsstraße 283 ist eine Straße in Sachsen.

## Verlauf
Sie beginnt abzweigend von der Bundesstraße 93 im Zwickauer Stadtteil Oberhohndorf an der Schedewitzer Brücke und führt östlich nach Friedrichsgrün.  Bevor die S 283 die A 72 an der AS Zwickau-Ost unterquert, bindet sie nördlich Friedrichsgrün das Gewerbegebiet Reinsdorf an. Östlich der AS mündet die Staatsstraße 286 von Norden und auf nahezu exakt südöstlichem Kurs wird der Ort Wildenfels erreicht, in dem Anschluss an die S 282 nach Schönau besteht.  Die großenteils im Wildenfelser Norden befindliche Ortsdurchfahrt ist etwa 1,8 km lang und wechselt an der Kreuzung nach Härtensdorf im Ort ihren Straßennamen von Zwickauer Straße in Hartensteiner Straße.
Wildenfels verlassend wird nach weiteren zwei Kilometern auf nun überwiegend östlichem Kurs der Südwestausläufer des langen Straßendorfs Zschocken durchfahren, in dem ein Wechsel auf die im Norden nach Lugau führende S 246 möglich ist.  Im Osten grenzt Zschocken mit nur wenigen Baulücken bereits an die Flur Hartensteins, dessen Zentrum nach etwa 1,7 km auf der westlich des Marktes angebundenen Rudolf-Breitscheid-Straße passiert wird. Am Markt nach Norden abgebogen, führt sie als August-Bebel-Straße schließlich im Osten ortsausgehend vorbei an der Schlossruine und dem Freibad Hartenstein hinauf zum Hundsberg mit 490,5 m über NHN.
Wenig südöstlich des Berges mündet sie auf die S 255, führt streckengleich auf circa 300 m nach Norden und zweigt bei Raum nach Osten ab.  Bis auf die Ortsdurchfahrt Raum verläuft die Straße außerorts weiter in südöstlicher Richtung bis zur Bundesstraße 169.  Dort wird sie auf etwa 900 Metern Länge in nordöstlicher Richtung von selbiger ersetzt, worauf sie östlich Grüna erneut abzweigend als Hartensteiner Straße nach Streitwald führt, das im Scheitelpunkt einer nach Norden gerichteten Kehre liegt, die im Süden die Orte Affalter und Lenkersdorf umschließt.
Im Gewerbegebiet an der Hartensteiner Straße, das bereits Zwönitz zugehörig ist, schwenkt die Straße nach Osten, kreuzt die Bahnstrecke Chemnitz–Adorf und durchläuft nachfolgend den Zwönitzer Ortskern und anschließend den Ortsteil Niederzwönitz, wo sie schließlich endet beziehungsweise in die S 257 sowohl nach Norden als auch nach Osten aufgabelt.

## Baumaßnahmen
Im Sommer 2023 wurde beschlossen, den etwa 1,8 Kilometer langen Abschnitt zwischen Wildenfels und Hartenstein grundhaft zu sanieren und mit einem straßenbegleitenden Geh- und Radweg auszustatten.